# 宇漢迷公宇屈波宇
宇漢迷 宇屈波宇（読み方不明、生没年不詳）は、日本の奈良時代（8世紀後半）の古代東北の人物。名前の読みは「うかめ の うくはう」のほか、「うかにめ の うくつはう」・「うかんめ の うくつはう」などと読まれるが、正しい読みは不明。姓は公。姓を附して宇漢迷公 宇屈波宇とも称される。宇漢迷は地名であり、公は古代日本の律令国家（朝廷）で認めた蝦夷（えみし）の族長の尊称である。

## 記録
『続日本紀』によると、神護景雲4年（770年）8月、数日前の称徳天皇の崩御を見計らったかのように、徒族を率いて「賊地」に逃げ還った。朝廷は使を差して喚んだが、もどろうとはせず、宇屈波宇は「1、2の同族を率いて必ず城柵を侵す」と揚言した。この虚実を検問するべく、正四位上近衛中将兼相模守勳二等道嶋嶋足らが派遣されている（宇漢迷公宇屈波宇逃還事件）。記録に残されているのはこれだけで、その後、宇屈波宇や嶋足がどのように対応したのか、不明である。
ただ、9世紀には、同族とみられる宇漢米一族が来朝している。具体的には、
1. 『日本後紀』によると、陸奥の帰服した夷俘の宇漢米公隠賀らを朝堂院で饗応し、蝦夷における爵位の第一等を授け、天皇の詔を受けさせた[原 3]。
2. また、弘仁3年（812年）正月に夷外従五位上の宇漢米色男らに新年の節会に参列するための入京を許可した[原 4]。
3. 『続日本後紀』によると、承和2年（835年）6月に俘囚第二等の宇漢米何毛伊（かもい）に朝廷に背いたものに加わらなかったという理由で、外従五位下を授けた[原 5]。
4. 同5年（838年）11月に、征戦に勳功があったという理由で、外従六位下の宇漢米毛志に外？五位下を授けた[原 6]。
5. 同14年（847年）4月には近江国蒲生郡俘囚外従八位下宇漢米阿多奈麿らが、勲功あるものの子孫として外従五位下を授けられた[原 7]。

これらのことから、結果として宇漢米一族は中央に帰順していることが分かる。

## 考察
この宇漢迷公は、姓が公であること、「徒族を率ゐて」と記述されているところから、先に帰服した蝦夷の族長であることが分かる。「宇漢迷」は地名で、岩手県北部の「糠部」にあたるのではないか、というのが高橋崇の説である。

## 関連資料
宇漢迷公宇屈波宇が記録される資料
- 『続日本紀』

### 原典
1. ↑  『続日本紀』神護景雲4年8月4日条
2. ↑  『続日本紀』神護景雲4年8月10日条
3. ↑  『日本後紀』延暦11年11月3日条
4. ↑  『日本後紀』弘仁3年正月26日条
5. ↑  『続日本後紀』承和2年6月27日条
6. ↑  『続日本後紀』承和5年11月13日条
7. ↑  『続日本後紀』承和14年4月9日条